# Szalona rodzinka
Szalona rodzinka (oryg. Folks!) – amerykański film komediowy z 1992 roku w reżyserii Teda Kotcheffa. Wyprodukowany przez 20th Century Fox.
Światowa premiera filmu miała miejsce 1 maja 1992 roku. Film otrzymał negatywne recenzje. Alternatywny polski tytuł Nic strasznego.

## Fabuła
Jon Aldrich (Tom Selleck), syn właściciela sklepu obuwniczego z peryferyjnej dzielnicy, jest teraz zamożnym maklerem chicagowskiej giełdy. Prowadzi życie klasycznego yuppie. Mieszka w apartamencie, ma piękną żonę Audrey (Wendy Crewson), dwójkę udanych dzieci i stałe pokrycie na karcie kredytowej. Praca uczyniła z Jona niewolnika. Jest zaganiany i sfrustrowany potrzebą utrzymania stylu życia za wszelką cenę. Bez swej wiedzy wciągnięty zostaje w tryby nielegalnych interesów.
Pewnej nocy Jon otrzymuje telefoniczną wiadomość, że jego matka Mildred (Anne Jackson) leży w szpitalu w Fort Lauderdale i oczekuje na operację. Leci natychmiast na Florydę. W tym czasie FBI odkrywa w firmie zatrudniającej Aldricha nielegalne praktyki handlowe na wielką skalę. Powoduje to zablokowanie kont bankowych wszystkich urzędników zamieszanych w aferę. Aldrich zostaje zawieszony w pracy na równi z innymi.

## Obsada
- Michael Murphy – Ed
- Anne Jackson – Mildred Aldrich
- Christine Ebersole – Arlene Aldrich
- Wendy Crewson – Audrey Aldrich
- Robert Pastorelli – Fred
- Don Ameche – Harry Aldrich
- Tom Selleck – Jon Aldrich